# Rioux-Martin
Pour les articles homonymes, voir Rioux et Martin.
Rioux-Martin est une commune française, située dans le département de la Charente (région Nouvelle-Aquitaine).

## Géographie

### Localisation
Rioux-Martin est une commune du Sud Charente, limitrophe de la Charente-Maritime, non loin de la Dordogne et de la Gironde, située à 4 km au sud-ouest de Chalais et 46 km au sud d'Angoulême.
Le bourg de Rioux-Martin est aussi à 15 km de Montguyon, 11 km de La Roche-Chalais, 42 km de Libourne, 56 km de Périgueux et 64 km de Bordeaux.

### Communes limitrophes
Les communes limitrophes sont  Chalais, La Genétouze, Médillac, Saint-Avit et Yviers.
|                                  | Yviers       | Chalais    |
|                                  | Rioux-Martin | Saint-Avit |
| La Genétouze (Charente-Maritime) |              | Médillac   |

### Géologie et relief
Le point culminant de la commune est à une altitude de 131 m, situé au sud-ouest sur la route de La Genétouze (borne IGN), mais une autre colline de la commune a cette cote plus au nord, toujours dans la forêt. Le point le plus bas est à 32 m, situé à l'extrémité sud-est le long de la Tude au pied du bourg de Médillac. Le bourg de Rioux-Martin, dans la vallée de l'Argentonne, est à 50 m d'altitude.

### Hydrographie

#### Réseau hydrographique

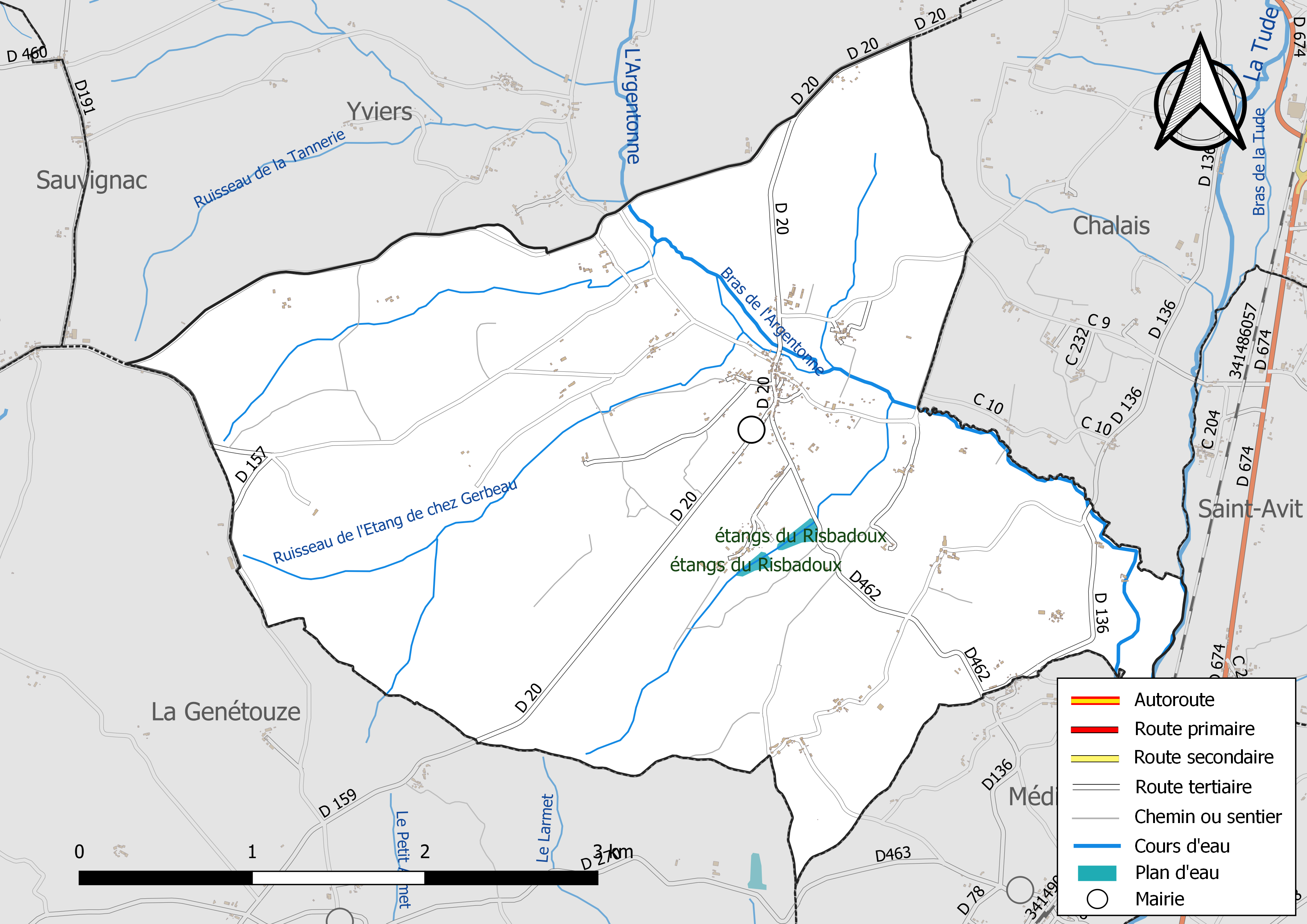
Réseaux hydrographique et routier de Rioux-Martin.

La commune est située dans le bassin de la Dordogne au sein du Bassin Adour-Garonne. Elle est drainée par la Tude, l'Argentonne, le ruisseau de l'Etang de chez Gerbeau et par divers petits cours d'eau, qui constituent un réseau hydrographique de 18 km de longueur totale,.
L'Argentonne traverse la commune du nord-ouest au sud-est et passe au bourg.
L'Argentonne se jette dans la Tude et ces deux cours d'eau limitent la commune à l'est. La Tude se jette dans la Dronne sur la commune de Médillac.
Sur la commune, l'Argentonne possède trois petits affluents qui descendent de la forêt, et alimentent des retenues d'eau, comme l'important étang de Chez Gerbeau, les étangs du Risbadoux, et les étangs de Chez Lambert. On trouve aussi quelques fontaines, comme la fontaine de Chez Canet, ou la source des Fonds Ronds.

#### Gestion des eaux
Le territoire communal est couvert par le schéma d'aménagement et de gestion des eaux (SAGE) « Isle - Dronne ». Ce document de planification, dont le territoire regroupe les bassins versants de l'Isle et de la Dronne, d'une superficie de 7 500 km2, a été approuvé le 2 août 2021. La structure porteuse de l'élaboration et de la mise en œuvre est l'établissement public territorial de bassin de la Dordogne (EPIDOR). Il définit sur son territoire les objectifs généraux d’utilisation, de mise en valeur et de protection quantitative et qualitative des ressources en eau superficielle et souterraine, en respect des objectifs de qualité définis dans le troisième SDAGE  du Bassin Adour-Garonne qui couvre la période 2022-2027, approuvé le 10 mars 2022.

### Climat
Comme dans les trois quarts sud et ouest du département, le climat est océanique aquitain.

### Paysages

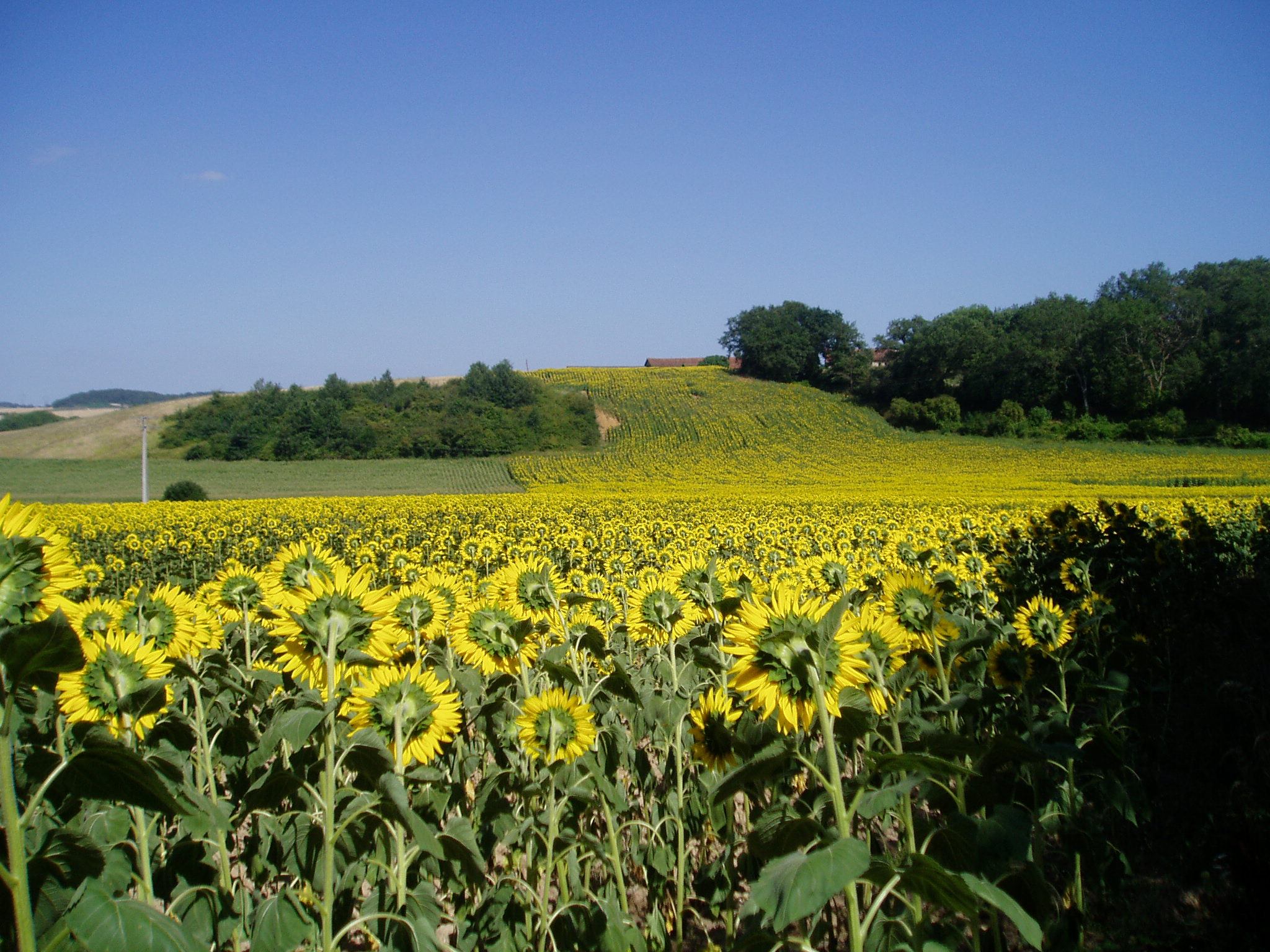
Culture de tournesol.

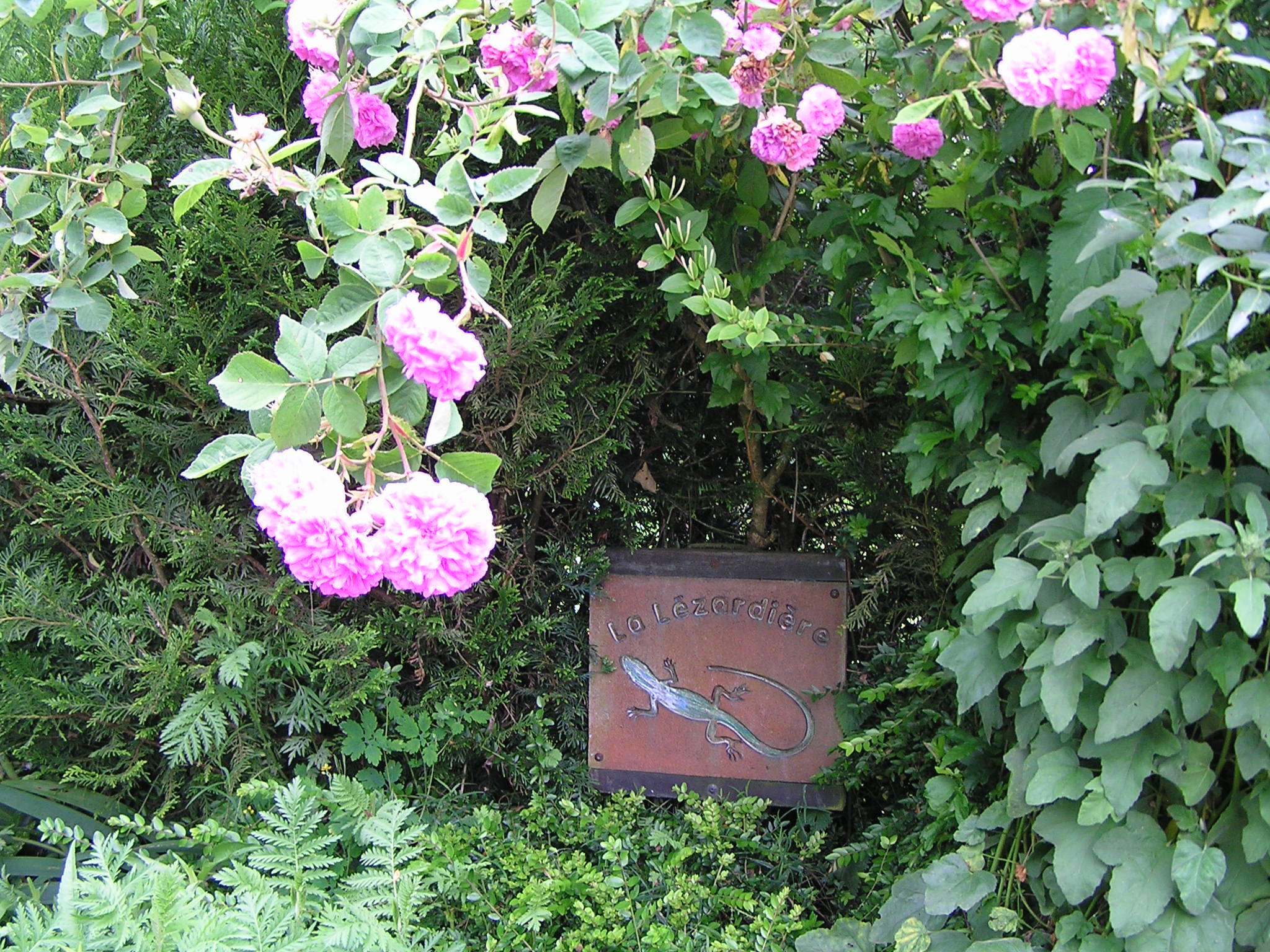
Jardin la Lézardière au bourg.

La commune se compose de deux types de paysages bien distincts séparés par la rivière l’Argentonne. Au nord-est, sur de vastes plateaux calcaires du Campanien (Crétacé) à la terre crayeuse, s’étendent de grandes parcelles aménagées pour la culture des céréales et du maïs. Au sud-ouest, un sol du Tertiaire, sablonneux et argileux, peu fertile, a exclu la culture des céréales et ainsi permis le maintien de forêts de feuillus et de pins maritimes où viennent s’intercaler des prairies et de petites parcelles de vignes. C'est la Double saintongeaise, vis-à-vis occidental de la Double du Périgord,,,.
Le paysage de qualité est fortement diversifié, et il est complété et agrémenté par les caractéristiques architecturales et esthétiques du bourg (église, four à pain, jardins de la mairie, cours d'eau aménagé de l'Argentonne…).

### Milieux naturels et biodiversité

#### Natura 2000
Bordé à l'est par la Tude, le territoire communal est concerné par le site Vallée de la Tude, identifié dans le réseau Natura 2000 comme important pour la conservation d'espèces animales européennes menacées,.
Seize espèces animales inscrites à l'annexe II de la directive 92/43/CEE de l'Union européenne y ont été répertoriées.
- un amphibien : le Sonneur à ventre jaune (Bombina variegata) ;
- un crustacé, l'Écrevisse à pattes blanches (Austropotamobius pallipes) ;
- six insectes : l'Agrion de Mercure (Coenagrion mercuriale), le Cerf-volant (mâle) ou la Grande biche (femelle) (Lucanus cervus), la Cordulie à corps fin (Oxygastra curtisii), le Cuivré des marais (Lycaena dispar), le Damier de la succise (Euphydryas aurinia) et le Gomphe de Graslin (Gomphus graslinii) ;
- cinq mammifères : la Loutre d'Europe (Lutra lutra) et le Vison d'Europe (Mustela lutreola), et trois chauves-souris : la Barbastelle d'Europe (Barbastella barbastellus), le Murin à oreilles échancrées (Myotis emarginatus) et le Petit rhinolophe (Rhinolophus hipposideros) ;
- deux poissons : le Chabot fluviatile (Cottus perifretum) et la Lamproie de Planer (Lampetra  planeri) ;
- un reptile : la Cistude (Emys orbicularis).

Vingt-six autres espèces animales importantes y ont été recensées dont quatorze sont concernées par l'annexe IV de la directive habitats.

#### ZNIEFF
À Rioux-Martin, sur un périmètre quasi identique à celui du site Natura 2000 ci-dessus, la vallée de la Tude fait partie de la ZNIEFF de type II nommée « Vallées de la Nizonne, de la Tude et de la Dronne en Poitou-Charentes »,.
Vingt-deux espèces déterminantes d'animaux y ont été répertoriées :
- un amphibien : la Rainette verte (Hyla arborea) ;
- un crustacé, l'Écrevisse à pattes blanches (Austropotamobius pallipes) ;
- cinq insectes dont trois lépidoptères : l'Azuré de la sanguisorbe (Phengaris teleius), le Cuivré des marais (Lycaena dispar) et le Fadet des laîches (Coenonympha oedippus) et deux odonates : l'Agrion de Mercure (Coenagrion mercuriale) et la Cordulie à corps fin (Oxygastra curtisii) ;
- sept mammifères : la Loutre d'Europe (Lutra lutra) et le Vison d'Europe (Mustela lutreola), ainsi que cinq chauves-souris : le Murin à moustaches (Myotis mystacinus), l'Oreillard roux (Plecotus auritus), la Pipistrelle de Kuhl (Pipistrellus kuhlii), le Petit rhinolophe (Rhinolophus hipposideros) et la Sérotine commune (Eptesicus serotinus) ;
- quatre oiseaux : l'Alouette lulu (Lullula arborea), le Martin-pêcheur d'Europe (Alcedo atthis), le Milan noir (Milvus migrans) et le Tarier des prés (Saxicola rubetra) ;
- trois poissons : le Chabot commun (Cottus gobio), la Lamproie de Planer (Lampetra  planeri) et le Toxostome (Parachondrostoma toxostoma) ;
- un reptile : la Cistude (Emys orbicularis).

Vingt-neuf autres espèces animales (quatre mammifères et vingt-cinq oiseaux) y ont été recensées.

## Urbanisme

### Typologie
Au 1er janvier 2024, Rioux-Martin est catégorisée commune rurale à habitat très dispersé, selon la nouvelle grille communale de densité à 7 niveaux définie par l'Insee en 2022.
Elle est située hors unité urbaine et hors attraction des villes,.

### Occupation des sols

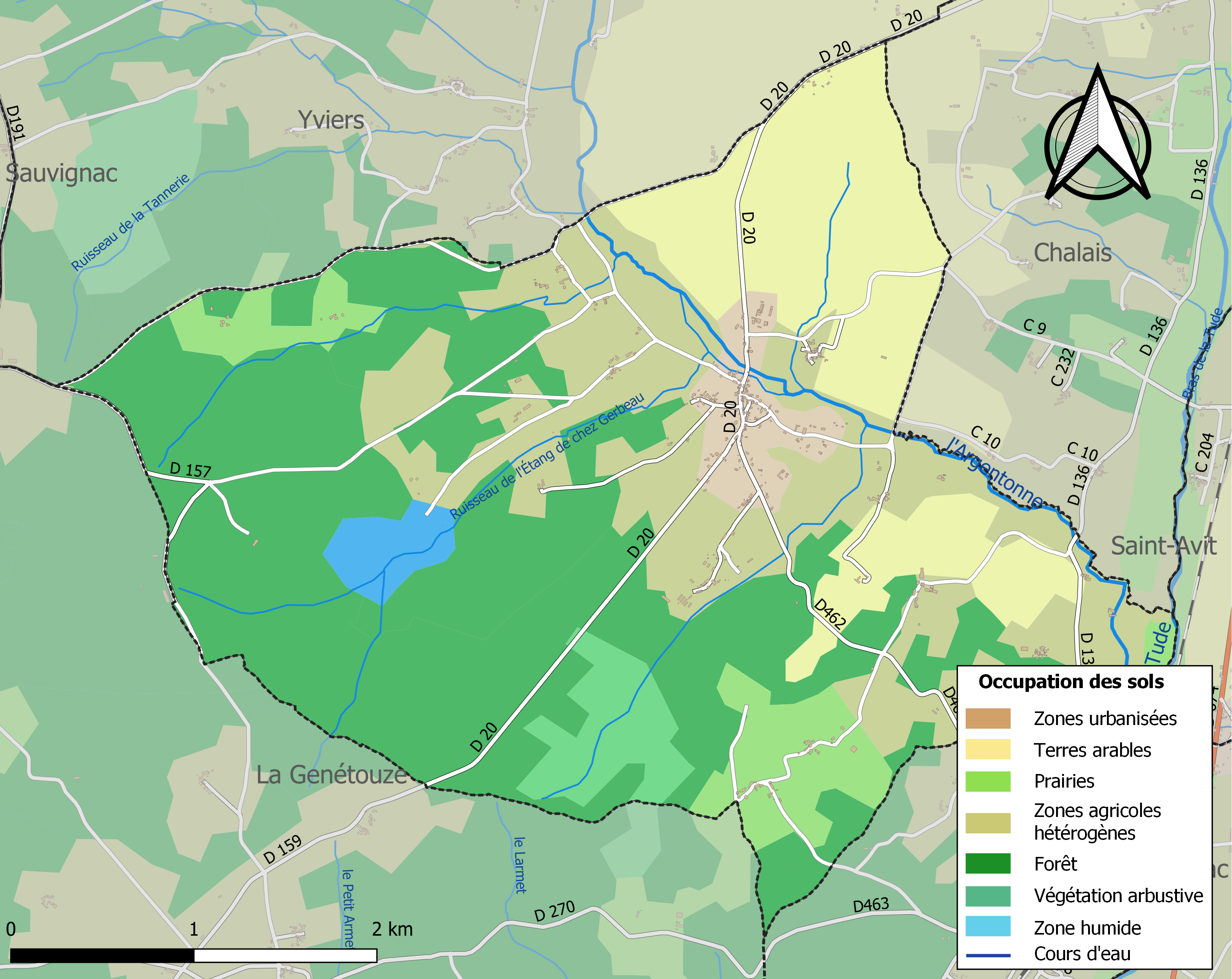
Carte des infrastructures et de l'occupation des sols de la commune en 2018 (CLC).

L'occupation des sols de la commune, telle qu'elle ressort de la base de données européenne d’occupation biophysique des sols Corine Land Cover (CLC), est marquée par l'importance des territoires agricoles (47,6 % en 2018), en diminution par rapport à 1990 (51,1 %). La répartition détaillée en 2018 est la suivante : 
forêts (43,9 %), zones agricoles hétérogènes (23,8 %), terres arables (17,1 %), prairies (6,8 %), zones urbanisées (3,5 %), milieux à végétation arbustive et/ou herbacée (3,3 %), eaux continentales (1,7 %). L'évolution de l’occupation des sols de la commune et de ses infrastructures peut être observée sur les différentes représentations cartographiques du territoire : la carte de Cassini (XVIIIe siècle), la carte d'état-major (1820-1866) et les cartes ou photos aériennes de l'IGN pour la période actuelle (1950 à aujourd'hui).

### Hameaux et lieux-dits
La commune compte de nombreuses fermes et petits hameaux, comme la Faurie et la Belle Eau à l'ouest, Chez Bariot près du bourg, le Basque, Bodinot à l'est, Chez Têtaud, la Lande au sud, etc..

### Habitat et logement
En 2020, le nombre total de logements dans la commune était de 177, alors qu'il était de 171 en 2015 et de 159 en 2010.
Parmi ces logements, 64,2 % étaient des résidences principales, 26,7 % des résidences secondaires et 9,1 % des logements vacants. Ces logements étaient pour 98,9 % d'entre eux des maisons individuelles et pour 0 % des appartements.
Le tableau ci-dessous présente la typologie des logements à Rioux-Martin en 2020 en comparaison avec celle de la Charente et de la France entière. Une caractéristique marquante du parc de logements est ainsi une proportion de résidences secondaires et logements occasionnels (26,7 %) supérieure à celle du département (6,3 %) et à celle de la France entière (9,7 %). Concernant le statut d'occupation de ces logements, 88,5 % des habitants de la commune sont propriétaires de leur logement (86,2 % en 2015), contre 66,9 % pour la Charente et 57,5 pour la France entière.
| Typologie                                               | Rioux-Martin | Charente | France entière |
| ------------------------------------------------------- | ------------ | -------- | -------------- |
| Résidences principales (en %)                           | 64,2         | 83,1     | 82,1           |
| Résidences secondaires et logements occasionnels (en %) | 26,7         | 6,3      | 9,7            |
| Logements vacants (en %)                                | 9,1          | 10,6     | 8,2            |

### Voies de communication et transports
Rioux-Martin est traversée par la route départementale 20 qui relie Chalais à Montguyon. La D 674, d'Angoulême à Libourne, passe à Chalais et à 3 km à l'est du bourg.
La gare la plus proche est celle de Chalais, desservie par des TER à destination d'Angoulême et de Bordeaux.

### Risques majeurs
Le territoire de la commune de Rioux-Martin est vulnérable à différents aléas naturels : météorologiques (tempête, orage, neige, grand froid, canicule ou sécheresse), feux de forêts et séisme (sismicité faible). Un site publié par le BRGM permet d'évaluer simplement et rapidement les risques d'un bien localisé soit par son adresse soit par le numéro de sa parcelle.
Rioux-Martin est exposée au risque de feu de forêt. Un plan départemental de protection des forêts contre les incendies (PDPFCI) a été élaboré pour la période 2017-2026, faisant suite à un plan 2007-2016. Les mesures individuelles de prévention contre les incendies sont précisées par divers arrêtés préfectoraux et s’appliquent dans les zones exposées aux incendies de forêt et à moins de 200 mètres de celles-ci. L’arrêté du 3 mai 2016 règlemente l'emploi du feu en interdisant notamment d’apporter du feu, de fumer et de jeter des mégots de cigarette dans les espaces sensibles et sur les voies qui les traversent sous peine de sanctions. L'arrêté du 27 décembre 2019 rend le débroussaillement obligatoire, incombant au propriétaire ou ayant droit,,,.

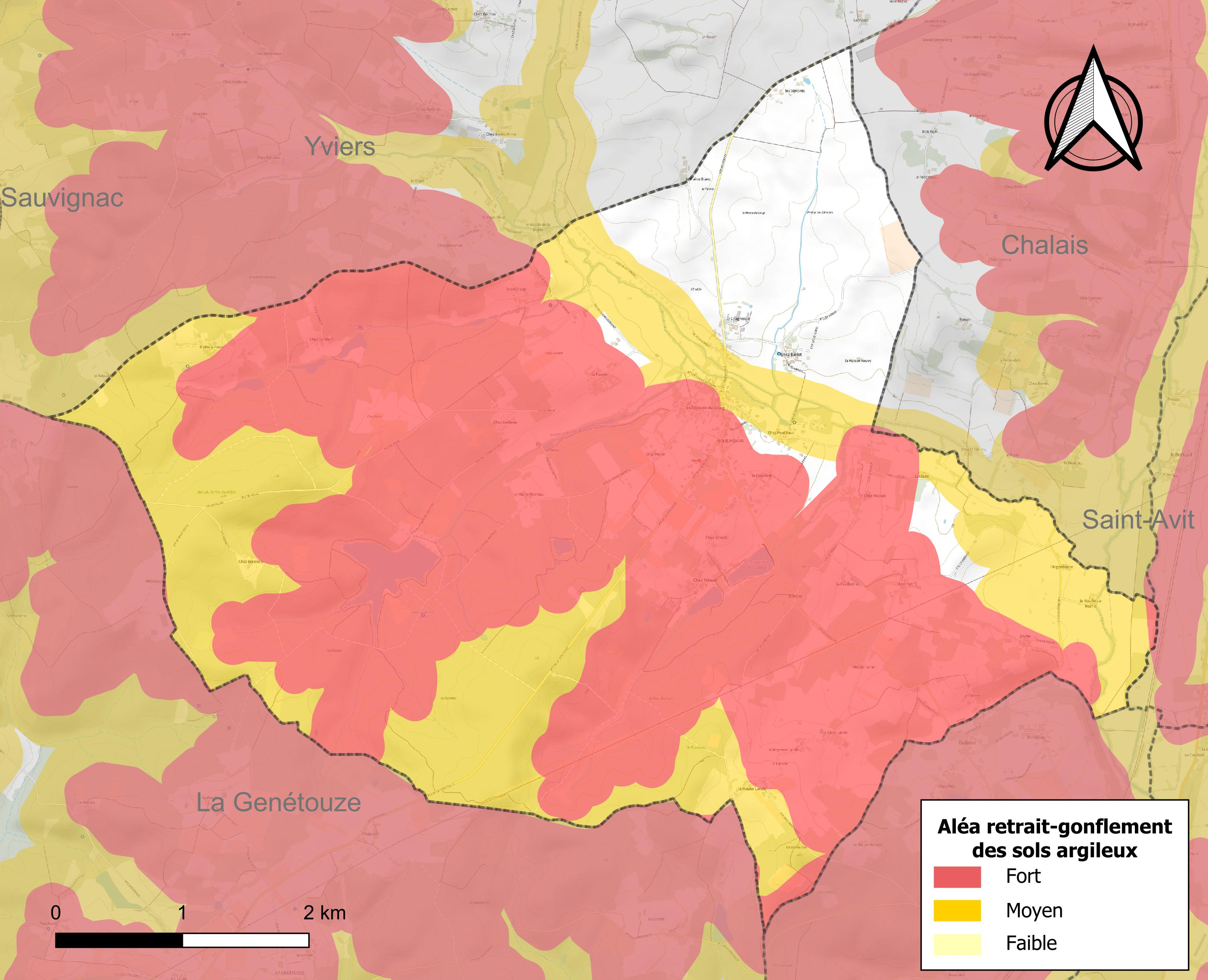
Carte des zones d'aléa retrait-gonflement des sols argileux de Rioux-Martin.

Le retrait-gonflement des sols argileux est susceptible d'engendrer des dommages importants aux bâtiments en cas d’alternance de périodes de sécheresse et de pluie. 85,8 % de la superficie communale est en aléa moyen ou fort (67,4 % au niveau départemental et 48,5 % au niveau national). Sur les 166 bâtiments dénombrés sur la commune en 2019, 142 sont en aléa moyen ou fort, soit 86 %, à comparer aux 81 % au niveau départemental et 54 % au niveau national. Une cartographie de l'exposition du territoire national au retrait gonflement des sols argileux est disponible sur le site du BRGM,.
Par ailleurs, afin de mieux appréhender le risque d’affaissement de terrain, l'inventaire national des cavités souterraines permet de localiser celles situées sur la commune.
La commune a été reconnue en état de catastrophe naturelle au titre des dommages causés par les inondations et coulées de boue survenues en 1982, 1983, 1988, 1999, 2009 et 2014. Concernant les mouvements de terrains, la commune a été reconnue en état de catastrophe naturelle au titre des dommages causés par la sécheresse en 2003 et par des mouvements de terrain en 1999.

## Toponymie
Une forme ancienne est Rivo Martini (non datée).
L'origine du nom de Rioux-Martin remonterait à Rivus Martini, « le ruisseau de Martin », du nom d'un propriétaire,. Rioux est la francisation de l'occitan riu (ruisseau), provenant du latin rivus.
La commune a été créée Rioumartin en 1793, pour s'appeler Rioux-Martin en 1801.

## Histoire
L'occupation était ancienne, car on a retrouvé une monnaie romaine de Constantin dans le cimetière, et un site à tegulae  à la Motte à Pinier.
Au Moyen Âge, la paroisse de Rioux-Martin était dans l'ancienne province de Saintonge.
Les plus anciens registres paroissiaux remontent à 1633.

## Politique et administration

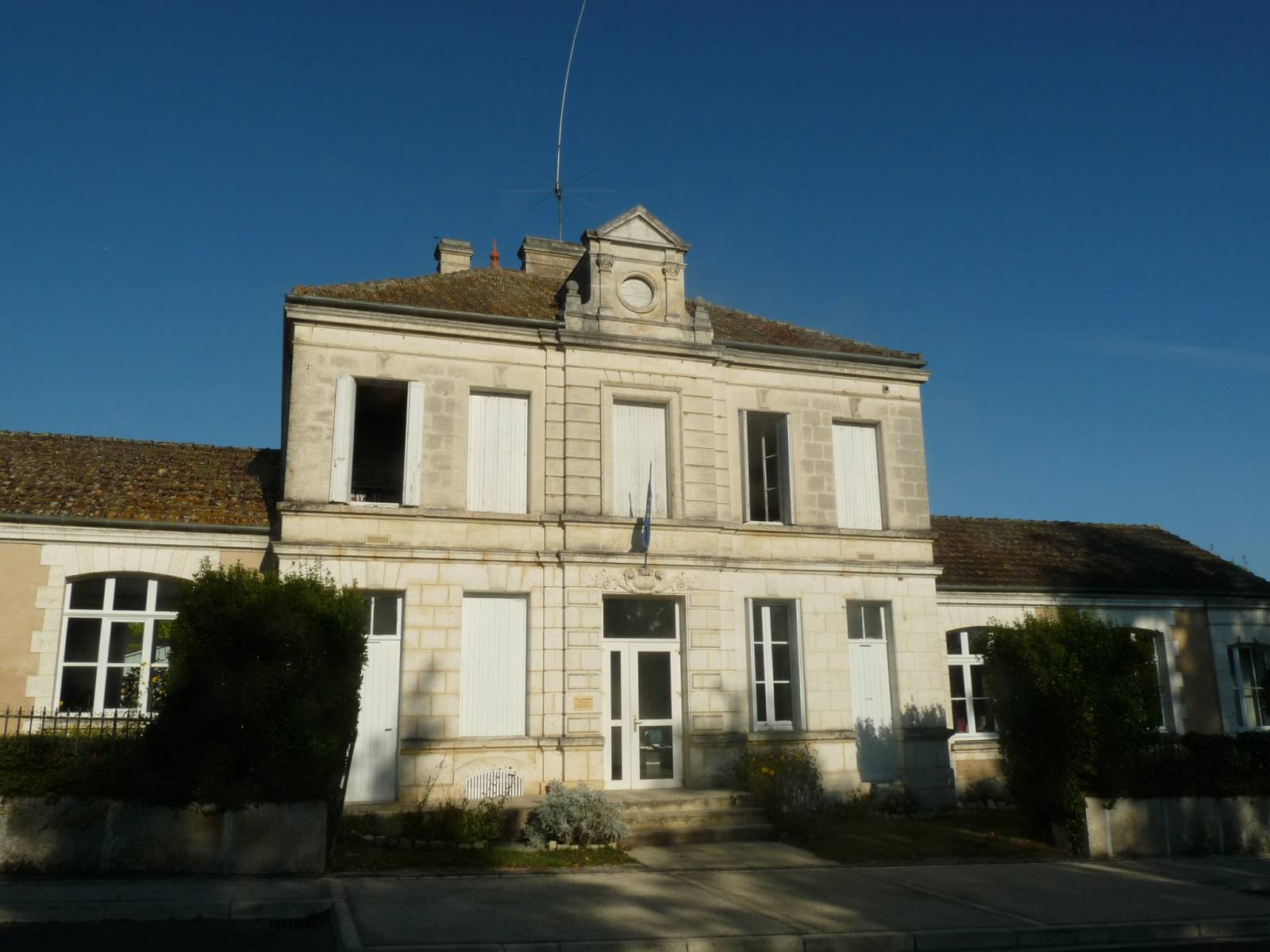
La mairie.

### Rattachements administratifs et électoraux

#### Rattachements administratifs
La commune se trouve depuis 1926 dans l'arrondissement d'Angoulême du département de la Charente.
Elle faisait partie depuis 1793 du canton de Chalais. Dans le cadre du redécoupage cantonal de 2014 en France, cette circonscription administrative territoriale a disparu, et le canton n'est plus qu'une circonscription électorale.

#### Rattachements électoraux
Pour les élections départementales, la commune fait partie depuis 2014 du canton de Tude-et-Lavalette
Pour l'élection des députés, elle fait partie de la deuxième circonscription de la Charente.

### Intercommunalité
Rioux-Martin était membre de la communauté de communes Tude et Dronne, un établissement public de coopération intercommunale (EPCI) à fiscalité propre créé en 2014 et auquel la commune avait transféré un certain nombre de ses compétences, dans les conditions déterminées par le code général des collectivités territoriales.
Dans le cadre des dispositions de la loi portant nouvelle organisation territoriale de la République du 7 août 2015, qui prévoit que les établissements publics de coopération intercommunale (EPCI) à fiscalité propre doivent avoir un minimum de 15 000 habitants, cette intercommunalité a fusionné avec ses voisines pour former, le 1er janvier 2017, la communauté de communes Lavalette Tude Dronne, dont est désormais membre la commune.

### Liste des maires
| Période                                  | Période                   | Identité                                  | Étiquette | Qualité                                                                              |
| ---------------------------------------- | ------------------------- | ----------------------------------------- | --------- | ------------------------------------------------------------------------------------ |
| Les données manquantes sont à compléter. |                           |                                           |           |                                                                                      |
|                                          |                           |                                           |           |                                                                                      |
| maire en 1837                            |                           | Jean Nicolas Bourdier-Belisle (1784-1851) |           | Notaire, conseiller d'arrondissement du canton de Chalais                            |
|                                          |                           |                                           |           |                                                                                      |
|                                          | 1989                      | Rémy Moreau                               |           |                                                                                      |
| 1989                                     | 2008                      | Joël Boniface                             | UMP       | Conseiller général du canton de Chalais (2001 → 2015) Maire de Chalais (2020 → 2023) |
| 2008                                     | 2014                      | Denis Giorgessi                           |           | Entrepreneur en maçonnerie                                                           |
| 2014                                     | En cours (au 6 juin 2023) | Gaël Pannetier                            |           | Technicien de rivière Réélu pour le mandat 2020-2026,                                |

## Équipements et services publics
Un défibrillateur automatisé externe a été installé en juin 2014 sur le parvis de la mairie.
La commune de Rioux-Martin est un des quatre partenaires du chantier d'insertion PASS Sud Charente, créé dans cette commune en 2003. Plusieurs actions sont réalisées par ce chantier : entretien des espaces verts, ménage, travaux du bâtiment…

## Population  et société

### Démographie

#### Évolution démographique
L'évolution du nombre d'habitants est connue à travers les recensements de la population effectués dans la commune depuis 1793. Pour les communes de moins de 10 000 habitants, une enquête de recensement portant sur toute la population est réalisée tous les cinq ans, les populations de référence des années intermédiaires étant quant à elles estimées par interpolation ou extrapolation. Pour la commune, le premier recensement exhaustif entrant dans le cadre du nouveau dispositif a été réalisé en 2004.

En 2022, la commune comptait 221 habitants, en évolution de −6,75 % par rapport à 2016 (Charente : −0,48 %, France hors Mayotte : +2,11 %).
| 1793 | 1800 | 1806 | 1821 | 1831 | 1841 | 1846 | 1851 | 1856 |
| ---- | ---- | ---- | ---- | ---- | ---- | ---- | ---- | ---- |
| 728  | 712  | 660  | 750  | 800  | 809  | 760  | 668  | 719  |

| 1861 | 1866 | 1872 | 1876 | 1881 | 1886 | 1891 | 1896 | 1901 |
| ---- | ---- | ---- | ---- | ---- | ---- | ---- | ---- | ---- |
| 710  | 690  | 633  | 612  | 605  | 591  | 577  | 547  | 527  |

| 1906 | 1911 | 1921 | 1926 | 1931 | 1936 | 1946 | 1954 | 1962 |
| ---- | ---- | ---- | ---- | ---- | ---- | ---- | ---- | ---- |
| 503  | 508  | 475  | 440  | 407  | 398  | 394  | 352  | 373  |

| 1968 | 1975 | 1982 | 1990 | 1999 | 2004 | 2006 | 2009 | 2014 |
| ---- | ---- | ---- | ---- | ---- | ---- | ---- | ---- | ---- |
| 306  | 277  | 260  | 211  | 218  | 217  | 220  | 230  | 240  |

| 2019 | 2022 | - | - | - | - | - | - | - |
| ---- | ---- | - | - | - | - | - | - | - |
| 225  | 221  | - | - | - | - | - | - | - |

#### Pyramide des âges
La population de la commune est relativement âgée.
En 2018, le taux de personnes d'un âge inférieur à 30 ans s'élève à 21,3 %, soit en dessous de la moyenne départementale (30,2 %). À l'inverse, le taux de personnes d'âge supérieur à 60 ans est de 40 % la même année, alors qu'il est de 32,3 % au niveau départemental.
En 2018, la commune comptait 114 hommes pour 115 femmes, soit un taux de 50,22 % de femmes, légèrement inférieur au taux départemental (51,59 %).
Les pyramides des âges de la commune et du département s'établissent comme suit.
| Hommes | Classe d’âge | Femmes |
| ------ | ------------ | ------ |
| 0,0    | 90 ou +      | 0,9    |
| 11,6   | 75-89 ans    | 14,2   |
| 28,6   | 60-74 ans    | 24,8   |
| 23,2   | 45-59 ans    | 23,9   |
| 17,0   | 30-44 ans    | 13,3   |
| 8,0    | 15-29 ans    | 6,2    |
| 11,6   | 0-14 ans     | 16,8   |

| Hommes | Classe d’âge | Femmes |
| ------ | ------------ | ------ |
| 1      | 90 ou +      | 2,7    |
| 9,2    | 75-89 ans    | 12     |
| 20,6   | 60-74 ans    | 21,3   |
| 20,7   | 45-59 ans    | 20,3   |
| 16,8   | 30-44 ans    | 16     |
| 15,6   | 15-29 ans    | 13,4   |
| 16,1   | 0-14 ans     | 14,3   |

### Vie associative
Avec une population stable depuis une vingtaine d'années, la commune de Rioux-Martin tente de conserver une vie communale dynamique. Ainsi l'association ATRAIT offre une initiation à l'attelage et compte 22 adhérents en 2014.
Dans le cadre de la journée nationale "Rendez-vous aux jardins" qui existe depuis 2002, deux grands jardins sont ouverts au public fin mai ou début juin (le jardin de la Lézardière ainsi que le jardin de Cairnhill).
Diverses manifestations se déroulent dans l'année : la foire automnale début octobre, le repas de village fin juin ou encore une randonnée annuelle (la randonnée du Brin d'aillet) le premier mai.

## Économie

### Agriculture
La vocation de la commune est essentiellement agricole (céréaliculture, élevage).
La commune fait partie de l'aire d'origine contrôlée du Cognac « Bons Bois » et de l'AOC/AOP Noix du Périgord.

### Commerces
D’autres activités se développent telle que la photocomposition, la vente de produits du terroir, l’accueil des touristes (camping à la ferme)… Des entrepreneurs du secteur du BTP y sont aussi installés.

## Lieux et monuments
- L'église Saint-Eutrope   Classé MH (1862)[48] : 
L'église paroissiale, de style roman, remonte à la fin du XIIe siècle. Initialement consacrée à la Sainte Trinité, elle a été au XIXe siècle dédiée à saint Eutrope. Son clocher en forme de flèche, exposé aux dégâts de la foudre, a été plusieurs fois réparé. Le chœur initial, en cul-de-four, a été rebâti en 1860 sur le plan que nous voyons aujourd'hui.
 La façade présente trois niveaux : en bas, le portail à cinq voussures est entouré de deux arcades aveugles. Au-dessus, un bandeau sur modillons supporte cinq arcades. Enfin, le pignon est décoré de trois arcatures.
La nef est à deux travées, elle débouche sous le clocher, qui repose sur une coupole sur pendentifs. Le chœur est à chevet plat, sa voûte est croisée d'ogives reposant sur des consoles sculptées.
Le clocher, remarquable par sa flèche à huit pans[49], repose sur une tour carrée. La flèche proprement dite mesure 13,35 m de hauteur, elle est flanquée à sa base de quatre pinacles.
 La cloche date de 1786, et porte mention de son parrain (Gabriel-Marie de Talleyrand-Périgord) et de sa marraine (Madame la princesse de Chalais). L'église renferme aussi un groupe en bois du XVIe siècle, le « mariage mystique de Sainte Catherine ».

L'église
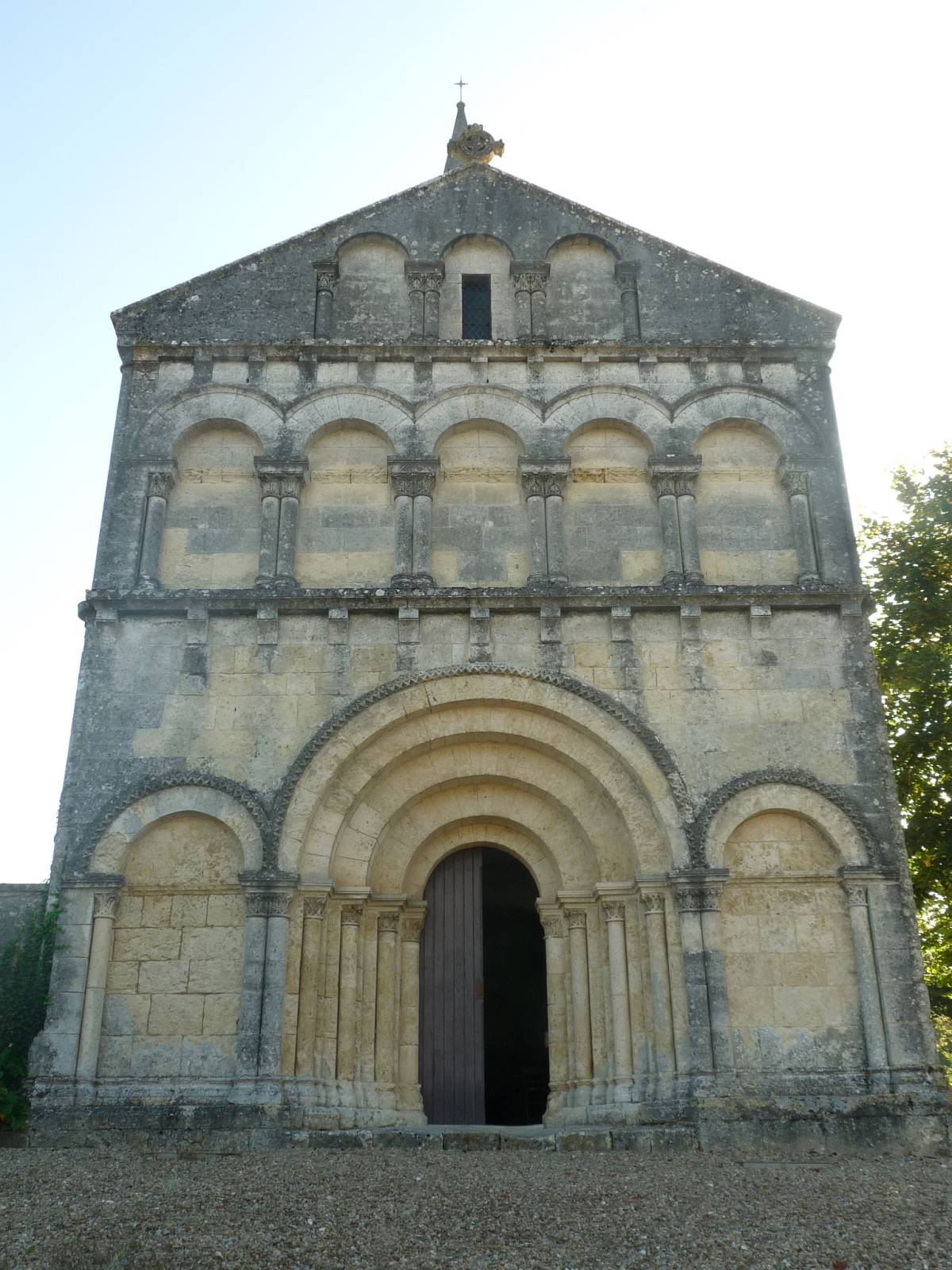
La façade.
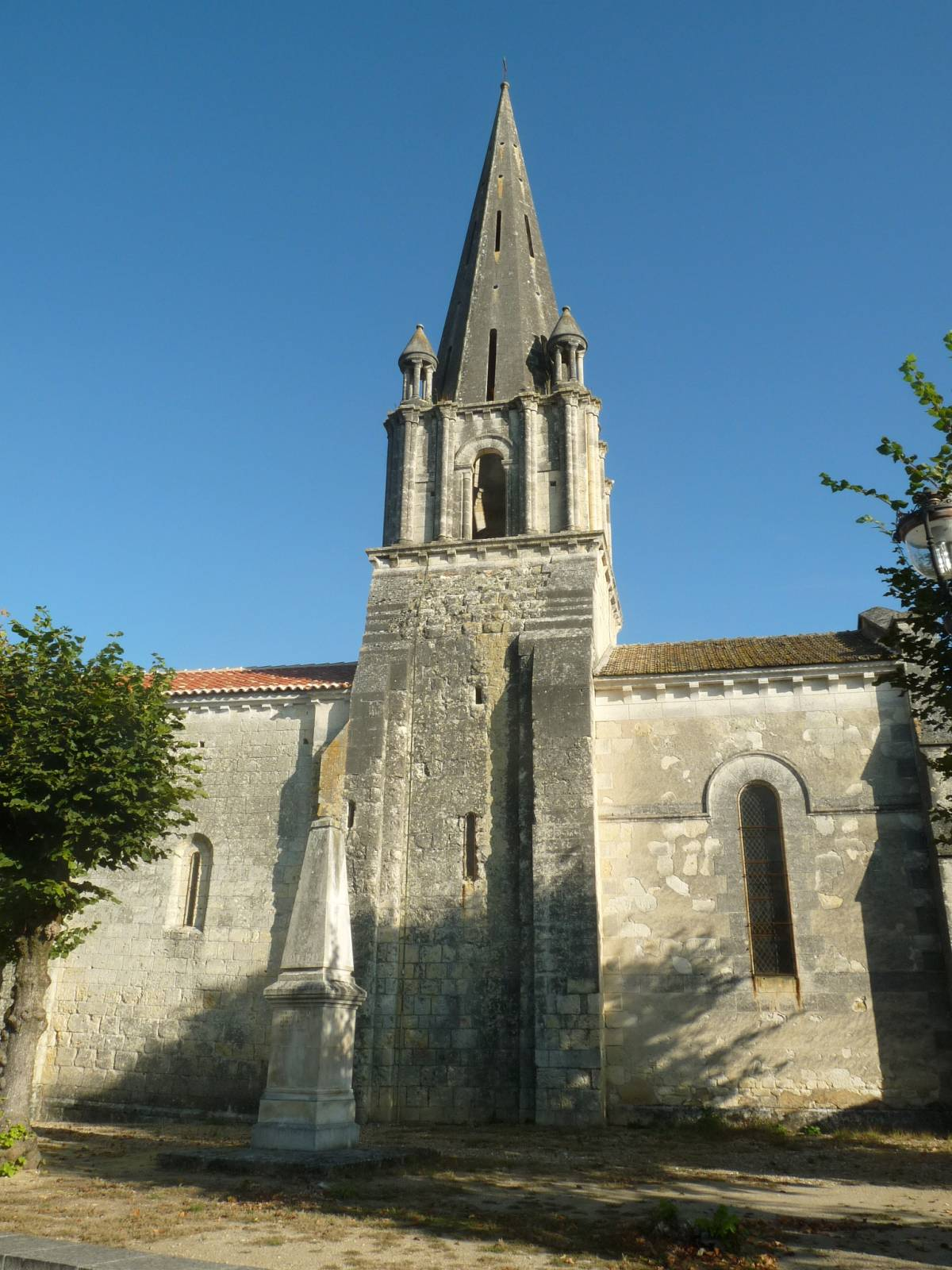
Le clocher.
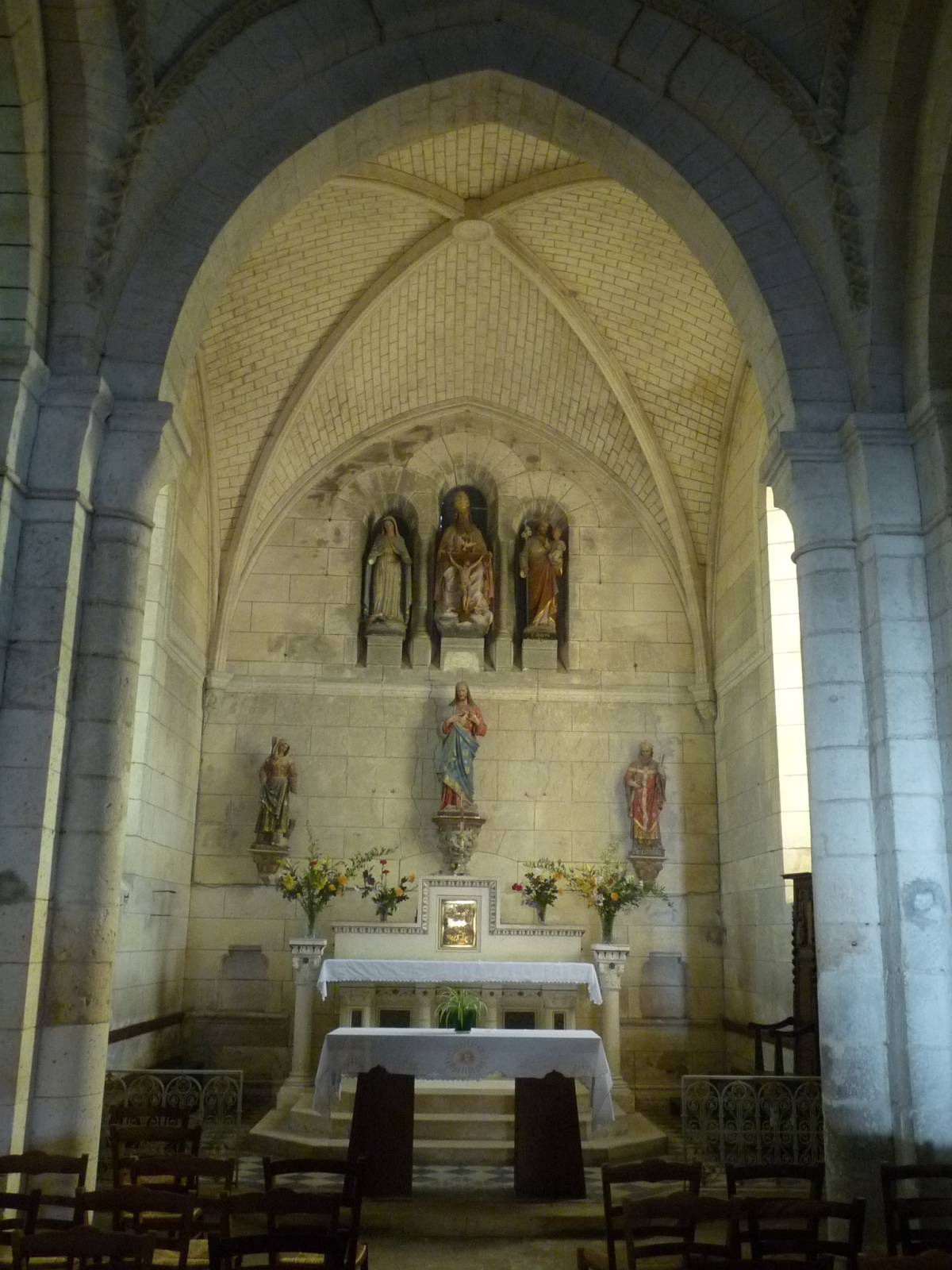
Le chœur.

- La halte aux randonneurs : 
La halte aux randonneurs est située sur le trajet du tour Sud Charente. Les chemins de randonnées étant nombreux sur la commune, c'est un lieu de détente et d'information où les randonneurs ont l'occasion de mieux connaître les territoires dans lesquels ils évoluent. C'est également le point de départ et d'arrivée du parcours sportif de la commune. D'autre part, ce projet entre dans un projet plus global d'aménagement et de mise en valeur du bourg. C'est la place centrale de Rioux-Martin.

## Pour approfondir